# Relações entre Brasil e Irã
As relações entre Brasil e Irão (português europeu) ou Irã (português brasileiro) são as relações diplomáticas estabelecidas entre a República Federativa do Brasil e a República Islâmica do Irã. Os presidentes Luiz Inácio Lula da Silva e Mahmoud Ahmadinejad intensificaram os encontros diplomáticos com o objetivo de aumentar não só as trocas comerciais entre ambos os países, mas também em tentar dialogar sobre os direitos humanos e o polêmico programa nuclear iraniano, que atualmente rende sanções econômicas ao Irã.
Em novembro de 2009, Mahmoud Ahmadinejad desembarcou em Brasília para uma visita diplomática, que acabou gerando diversos protestos, particularmente da comunidade judaica no Brasil, em razão de suas declarações anteriores a respeito do holocausto e de Israel.
O governo brasileiro também atuou diplomaticamente no caso da iraniana Sakineh Ashtiani, acusada de adultério e condenada à pena de morte por lapidação. Em julho de 2010, o presidente Lula chegou a oferecer asilo a Sakineh, mas recebeu uma resposta negativa de Ahmadinejad e de Ali Khamenei, o líder supremo do Irã.
Após a posse de Dilma Rousseff, eleita presidente do Brasil em 2011, as relações entre os dois países esfriaram. Com Antonio Patriota no lugar de Celso Amorim no Ministério das Relações Exteriores, o Brasil adotou uma posição de cautela e relativo distanciamento de Teerã, que já manifestou o seu incômodo com as novas diretrizes diplomáticas brasileiras. O porta-voz do presidente iraniano, Ali Akbar Javanfekr, fez críticas ao governo brasileiro em entrevista ao jornal Folha de S. Paulo. Segundo ele, "Dilma destruiu anos de bom relacionamento". O Itamaraty negou qualquer mal-estar entre os países.
No início de 2020, o Irã pediu explicações ao Brasil sobre uma nota de apoio aos Estados Unidos.

## História
As relações entre estas duas nações datam de 1903, mas se mostraram promissoras a partir de 1957, quando houve a assinatura de um acordo cultural, que entraria em vigor em 28 de dezembro de 1962. Este acordo marcava também a elevação da legação brasileira, em Teerã, à condição de embaixada, em 1961. Em 1965, o monarca iraniano Mohammad Reza Pahlavi visitou o Brasil. O principal motivo deste primeiro contato era o de promover a presença brasileira no Irã e no Oriente Médio através de livros, filmes, intercâmbio de professores e intelectuais, além de peças teatrais. Posteriormente, novos documentos seriam assinados entre o governo brasileiro e os representantes iranianos. O principal deles foi o acordo que
estabelecia a formação da comissão de cooperação econômica e técnica, em 1975.
Apesar de ter declarado a sua neutralidade na Guerra Irã-Iraque, na metade da década de 1980 o governo brasileiro passou a vender os aviões Tucano da Embraer aos iranianos. Após o fim dos conflitos, o Brasil decidiu buscar o Irã, que havia derrubado a dinastia Pahlavi e se tornado uma república islâmica, com o objetivo de assinar um memorando de entendimento para a criação de uma comissão mista a nível ministerial, em 26 de setembro de 1988, assinado pelo presidente da época, José Sarney.

## Encontro entre presidentes

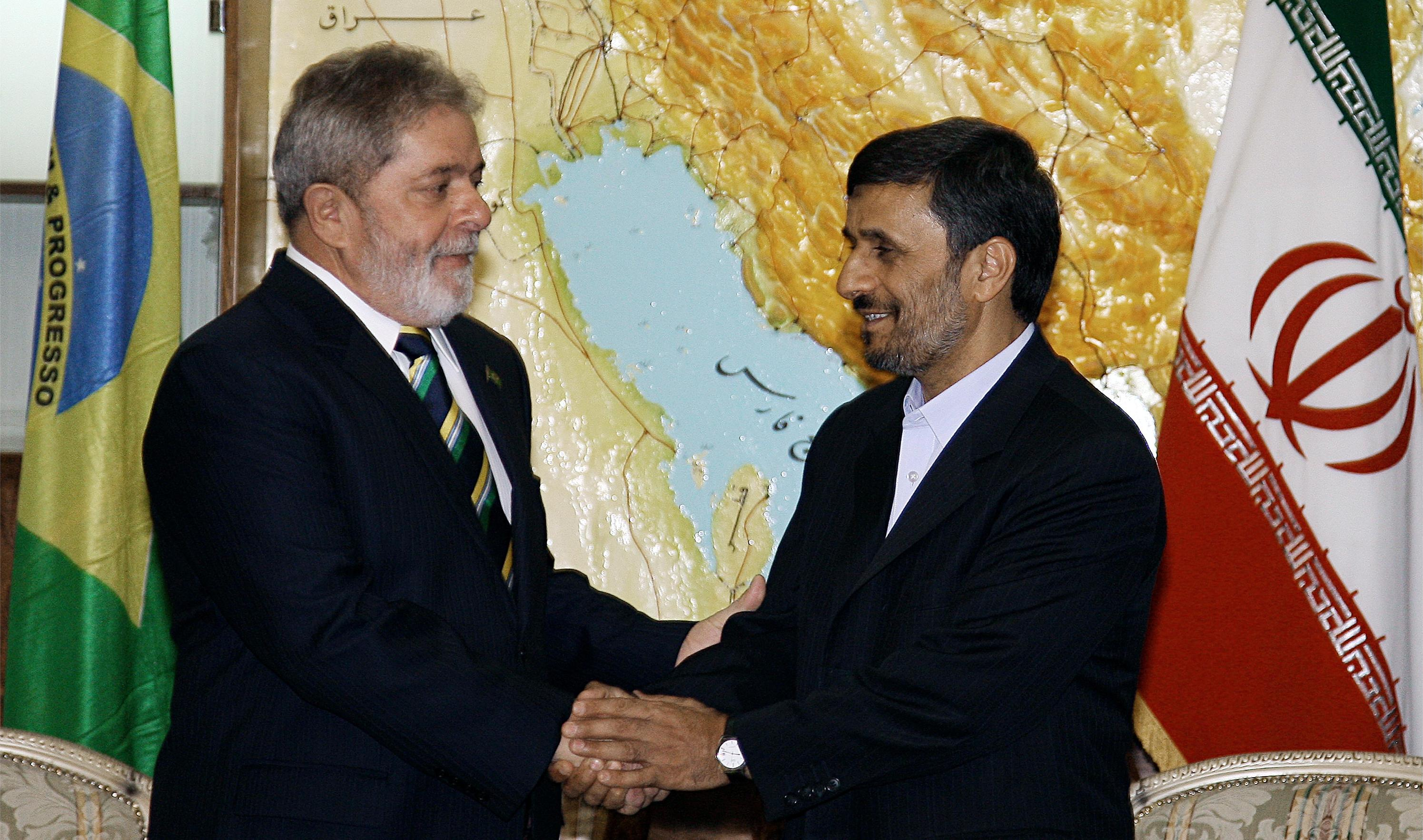
Lula é recebido por Ahmadinejad
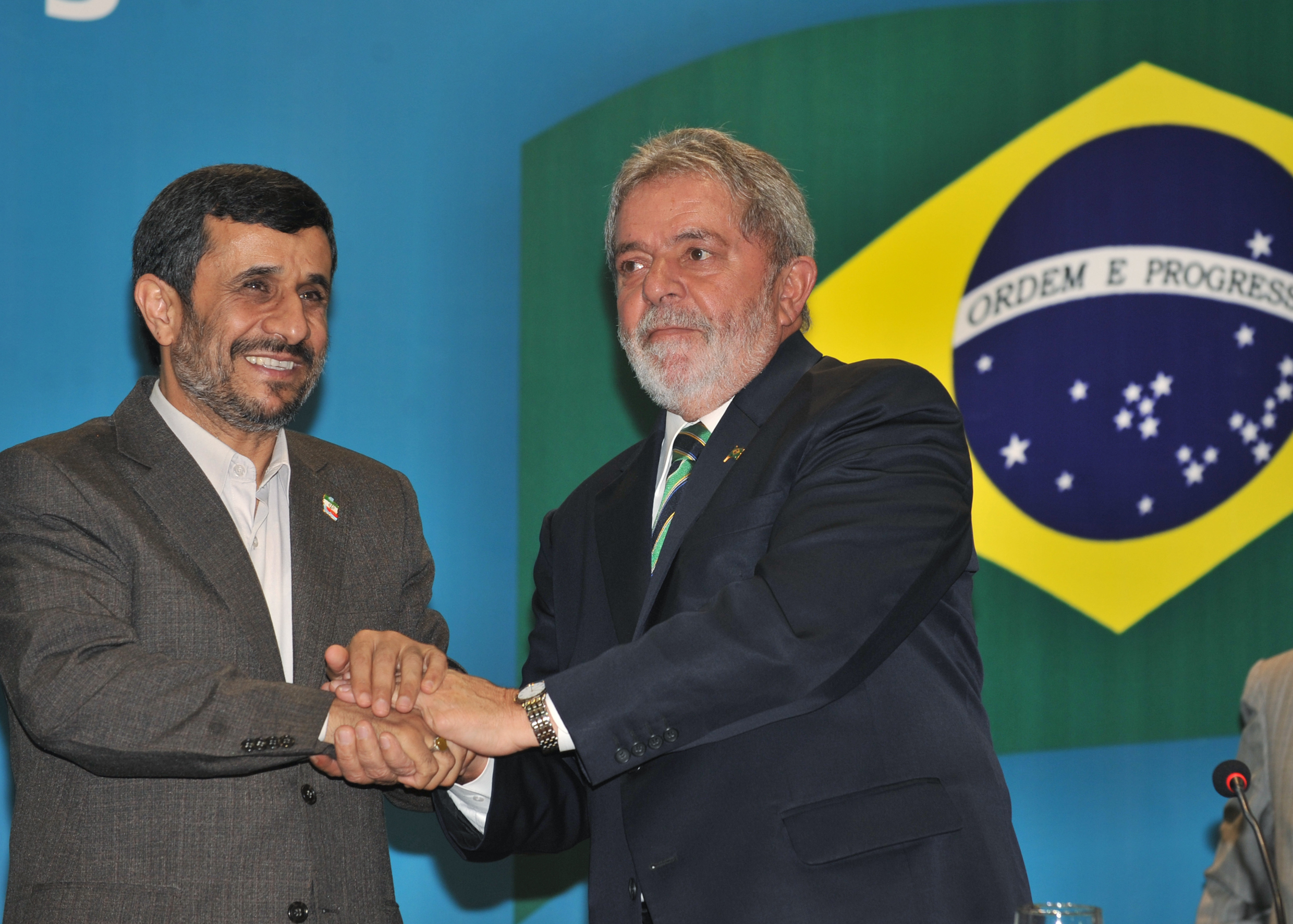
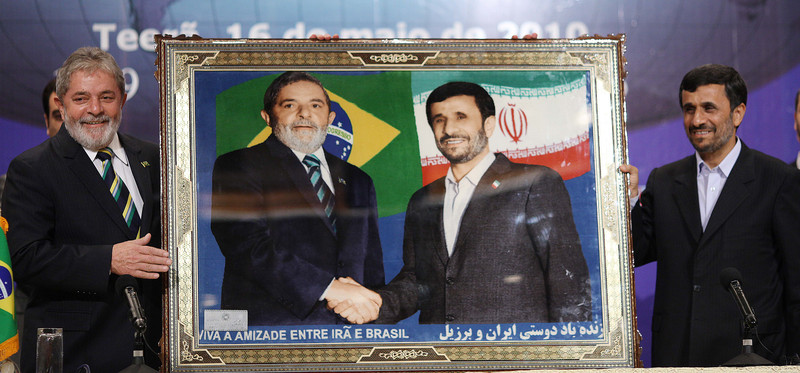
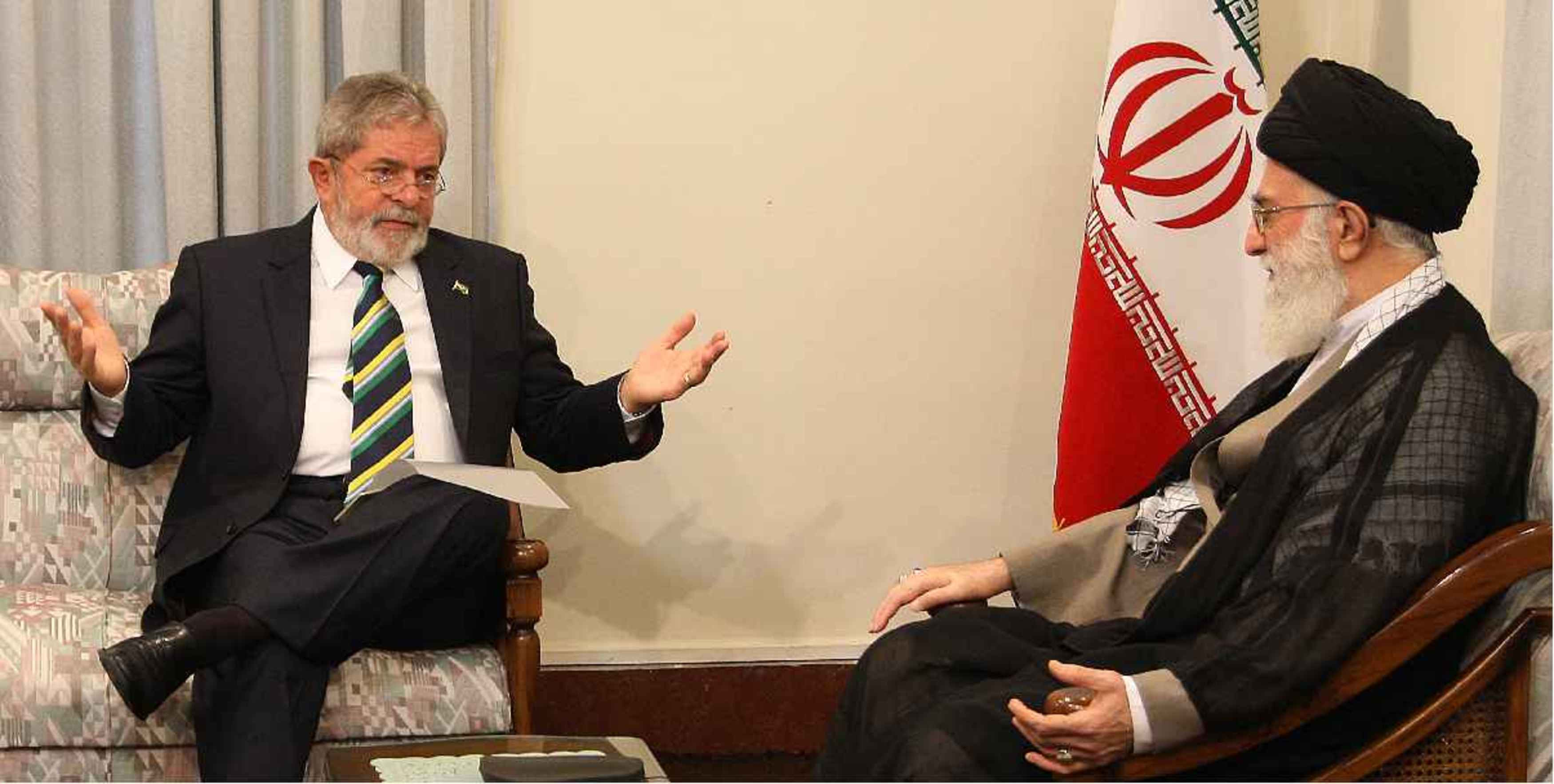
Lula e Ali Khamenei durante reunião em Teerã